# 야간비행 (1973년 영화)
"야간비행"은 1973년에 개봉한 대한민국의 영화이다.

## 캐스팅
- 신영일
- 고은아
- 신구
- 김무영
- 도금봉
- 김순철
- 정재순
- 천봉학
- 이예성
- 이강조
- 최재호
- 황건
- 박동룡
- 조춘
- 임성포
- 이기영
- 채정희
- 강효정
- 한태일
- 배수천
- 조용수
- 김영인
- 김강일
- 최석